# Mohammed Nadschibullāh

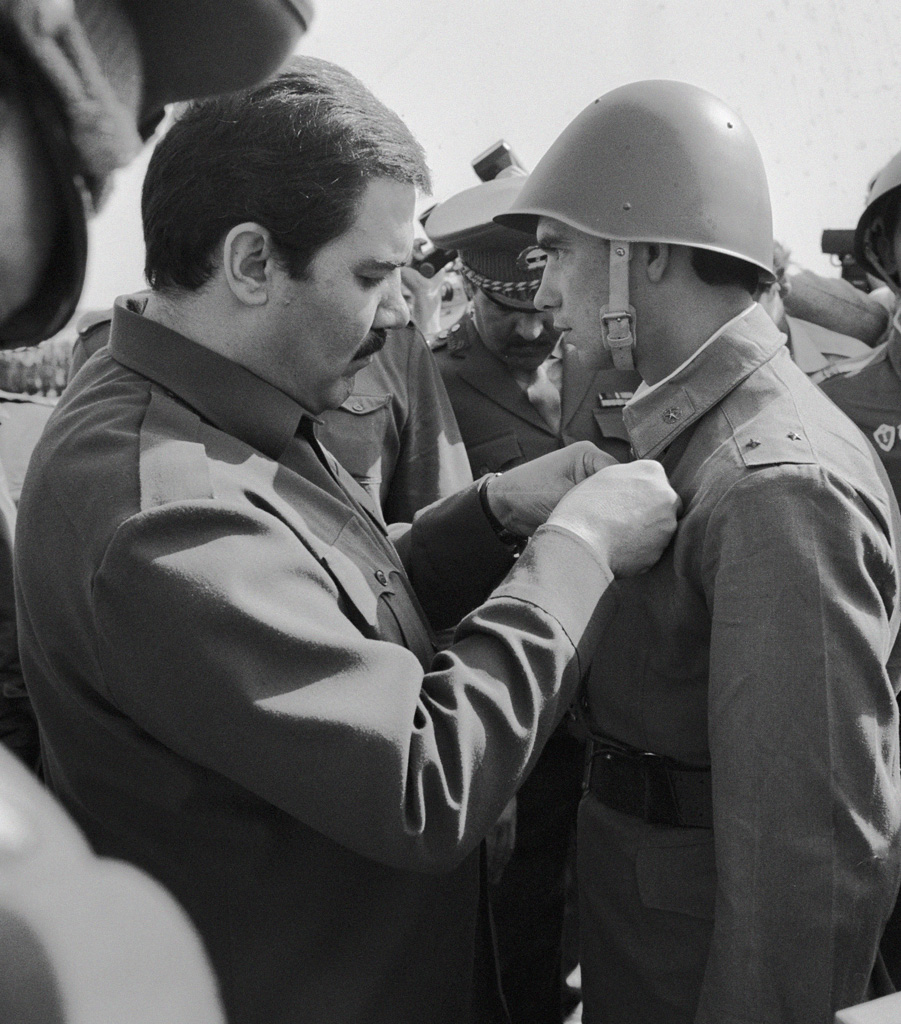
Auszeichnung sowjetischer Soldaten, die zu den Besatzungstruppen gehörten (1986)

Mohammed Nadschibullāh (persisch محمد نجیب‌الله; * 6. August 1947 in Kabul; † 27. September 1996 ebenda) war ein afghanischer Politiker. Er war von September 1987 bis April 1992 Präsident Afghanistans und von Mai 1986 bis April 1992 Vorsitzender der Demokratischen Volkspartei Afghanistans.

## Herkunft und Parteikarriere
Mohammed Nadschib wurde in Kabul als Sohn einer Ghilzai-paschtunischen Familie geboren. Das Suffix -ullāh fügte er seinem Namen erst als Machthaber an, um sich religionsverbunden zu geben. 1975 schloss er ein Medizinstudium an der Universität von Kabul ab. Er wurde Gynäkologe, wie eine seiner beiden Töchter, die Friedens- und Konfliktforscherin Heela Nadschibullah, in einem Interview 2017 mitteilte.
Bereits 1965 trat er der Partscham-Fraktion der kommunistischen Demokratischen Volkspartei Afghanistans (DVPA) bei. Diese führte 1978 einen erfolgreichen Staatsstreich durch, aber die Khalq-Fraktion der Partei gewann die Oberhand. Nach einem Zwischenspiel als Botschafter in Teheran wurde Nadschibullāh aus der Regierung entlassen und ging ins Exil nach Moskau.
Nadschibullāh organisierte politische Sitzungen in Afghanistan. Dabei wurde der Gründer und Vorsitzende der sozialdemokratischen Partei der Paschtunen, Kabir Stori, nach Kabul eingeladen.
Nach der sowjetischen Intervention in Afghanistan 1979 kehrte er nach Kabul zurück. 1980 wurde er Chef der Geheimpolizei KHAD.

## Regierungszeit
1987 löste Nadschibullāh Hadschi Mohammed Tschamkani ab und wurde fünfter Präsident der Demokratischen Republik Afghanistan. Nach dem Abzug der Sowjets im Jahr 1989 überstand er 1990 einen Staatsstreich des Verteidigungsministers Schahnawaz Tanai.
Während seiner Regierungszeit setzte Nadschibullāh auf verschiedene Maßnahmen, die ihn in der breiteren Bevölkerung populär machen, Patriotismus ausdrücken und eine Abkehr vom bis dato repressiven, elitenzentrierten und traditionsfeindlichen Kurs der DVPA suggerieren sollten. Die Staatspartei wurde in „Heimatpartei“ (hezb-i watan) umbenannt. Nach 1988 wurde ein Mehrparteiensystem eingeführt sowie in den Jahren 1989 und 1990 die traditionelle Versammlung der paschtunischen Stammesnotabeln Loya Dschirga abgehalten. Da beide Gremien, Parlament und Dschirga, kaum Entscheidungsbefugnisse besaßen und die Funktionäre der ehemaligen DVPA weiterhin Schlüsselpositionen monopolisierten, handelte es sich um eine nur vorgebliche Demokratisierung. Dagegen brach die Regierung mit dem säkularen Staat: der Islam wurde zur Staatsreligion erklärt, 20.000 Mullahs in den öffentlichen Dienst aufgenommen, eine Islamische Universität Kabul gegründet und Pilgerreisen nach Mekka bezuschusst. Derweil entglitten der Kabuler Regierung immer weitere Gebiete. Zunehmend setzte sie auf regionale Milizen mit stark ethnischem Gepräge, wie die des Usbeken Abdul Raschid Dostum. Nachdem im September 1991 die Außenminister der russischen Sowjetrepublik und der USA die Einstellung der Subsidien für die Kriegsparteien beschlossen hatten, standen die Soldzahlungen für die Milizen infrage. Zunehmend hatte der Konflikt von Paschtunen und Nicht-Paschtunen sowohl im Regime wie auch im islamischen Widerstand die anderen Trennlinien überlagert, so dass es vermehrt zur Zusammenarbeit beider Seiten gegen interne Gegner anderer Volkszugehörigkeit kam. Das politische Ende Nadschibullāhs besiegelte eine Militärrevolte im Norden, die sich an der Entlassung eines ethnisch tadschikischen Generals zugunsten eines Paschtunen entzündet hatte. Nun rückten islamistische Gruppierungen wie Hizb-i Islāmī auf Kabul vor.

## Tod
Nach seinem Sturz im April 1992 versuchte Nadschibullāh, Kabul zu verlassen, wurde aber von Einheiten Raschid Dostums daran gehindert. Er suchte Schutz im UN-Hauptquartier von Kabul. Dort blieb er bis zur Eroberung Kabuls durch die fundamentalistischen Taliban, die ihn am 27. September 1996 abholten, folterten und ermordeten und den Leichnam, aufgehängt an einer Betonplattform für Verkehrspolizisten, vor dem Präsidentenpalast zur Schau stellten.

## Rezeption
Nach dem Sturz der Taliban-Herrschaft 2001 genoss Nadschibullāh, besonders in Städten, wieder begrenzte Verehrung; immer wieder fand man Bildnisse und Porträts Nadschibullāhs in Teehäusern oder auf Plakatwänden. Für viele Afghanen steht er für Modernisierung und Elektrifizierung des Landes, für viele gilt er auch als letzter starker Präsident, der auch eine starke Armee führte und das Land gegen Pakistan verteidigte.